# Hans Ahner
Hans Ahner (* 27. Mai 1921 in Dresden; † 19. August 1994 ebenda) war ein deutscher Journalist und Schriftsteller.

## Leben
Ahner war während des Zweiten Weltkriegs Militärflieger. Nach Ende des Krieges wurde er Mitarbeiter bei der Dresdner Flugzeugwerft und war als Flugversuchsingenieur tätig. Er lebte überwiegend in Freital.
Ahner war passionierter Pilot und Segelflieger. Er war Verfasser von erzählenden Werken und Sachbüchern zu Themen aus der Luftfahrt und ihrer Geschichte. Zudem war er als Journalist tätig. Ahner starb 1994 in Dresden und wurde anonym auf dem Heidefriedhof beigesetzt.

## Werke
- Start frei zum Testflug!, Berlin 1960
- Söhne des Ikarus, Berlin 1963
- Das kleine Luftreisebuch, Leipzig 1964
- Das Ende der Lucky Lady, Berlin 1965
- SOS in Himmelshöhen, Berlin 1968
- Die Stunde des Chefpiloten, Berlin 1970
- Katastrophe vor Gibraltar, Berlin 1974
- Kennwort Flug in die Dämmerung, Berlin 1977
- Deckname „Helios“, Berlin 1980
- Der Mann mit den Flügeln, Berlin 1980
- Tödlicher Wind, Berlin 1981
- Der große weite Flug, Berlin 1983
- Sturz in die Tiefe, Berlin 1983
- Die Zeppelinkatastrophe, Berlin 1985
- Ein Leben für die Fliegerei, Berlin 1986
- Die Testflieger, Berlin 1986
- Zeppelin nordwärts, Berlin 1987
- Die „Sonnenscheinpilotin“, Berlin 1988
- Der fliegende Oberförster, Berlin 1989
- Wettlauf am Himmel, Berlin 1989
- Wolken, Wind und Passagiere, Berlin 1989